# Panamah
Panamah – grupa electro z Danii.
Trio pochodzące z Kopenhagi tworzy muzykę elektroniczną oraz minimalistycznie muzykę pop w języku duńskim. 
W 2010 roku ukazał się ich debiutancki singel „Ikke For Sent” (pol. Nie jest za późno). W skład zespołu wchodzi DJ i producent Anders Christensen, który jest przede wszystkim odpowiedzialny za brzmienie zespołu, gitarzysta i wokalista Peter Lützen oraz wokalistka Amelia Stender. 
Panamah czerpie inspiracje z nowoczesnych elektronicznych zespołów jak Junior Boys Club, Booka Shade i Bat For Lashes.

## Dyskografia

### Albumy
| Lata | Album         | Najwyższa pozycja | Certyfikacja |
| Lata | Album         | DAN               | Certyfikacja |
| ---- | ------------- | ----------------- | ------------ |
| 2011 | Ud af stilhed | 17                |              |

### Single
| Lata | Single           | Najwyższa pozycja | Certyfikacja | Album |
| Lata | Single           | DAN               | Certyfikacja | Album |
| ---- | ---------------- | ----------------- | ------------ | ----- |
| 2010 | "Ikke for sent"  | 10                |              |       |
| 2012 | "DJ Blues"       | 3                 |              |       |
| 2013 | "Børn af natten" | 1                 |              |       |